# Johann Sebastian Bach
Johann Sebastian Bach (wym. MAF: [ˈjoːhan zeˈbasti̯an baχ], posłuchajⓘ; w formie spolszczonej Jan Sebastian Bach, ur. 21?/31 marca 1685 w Eisenach, zm. 28 lipca 1750 w Lipsku) – kompozytor i organista niemiecki epoki baroku, jeden z najwybitniejszych artystów w dziejach muzyki, kompozytor dworski. Czołowa postać rodu Bachów, wybitny wykonawca i jeden z najbardziej wpływowych kompozytorów.

## Życiorys

### Eisenach

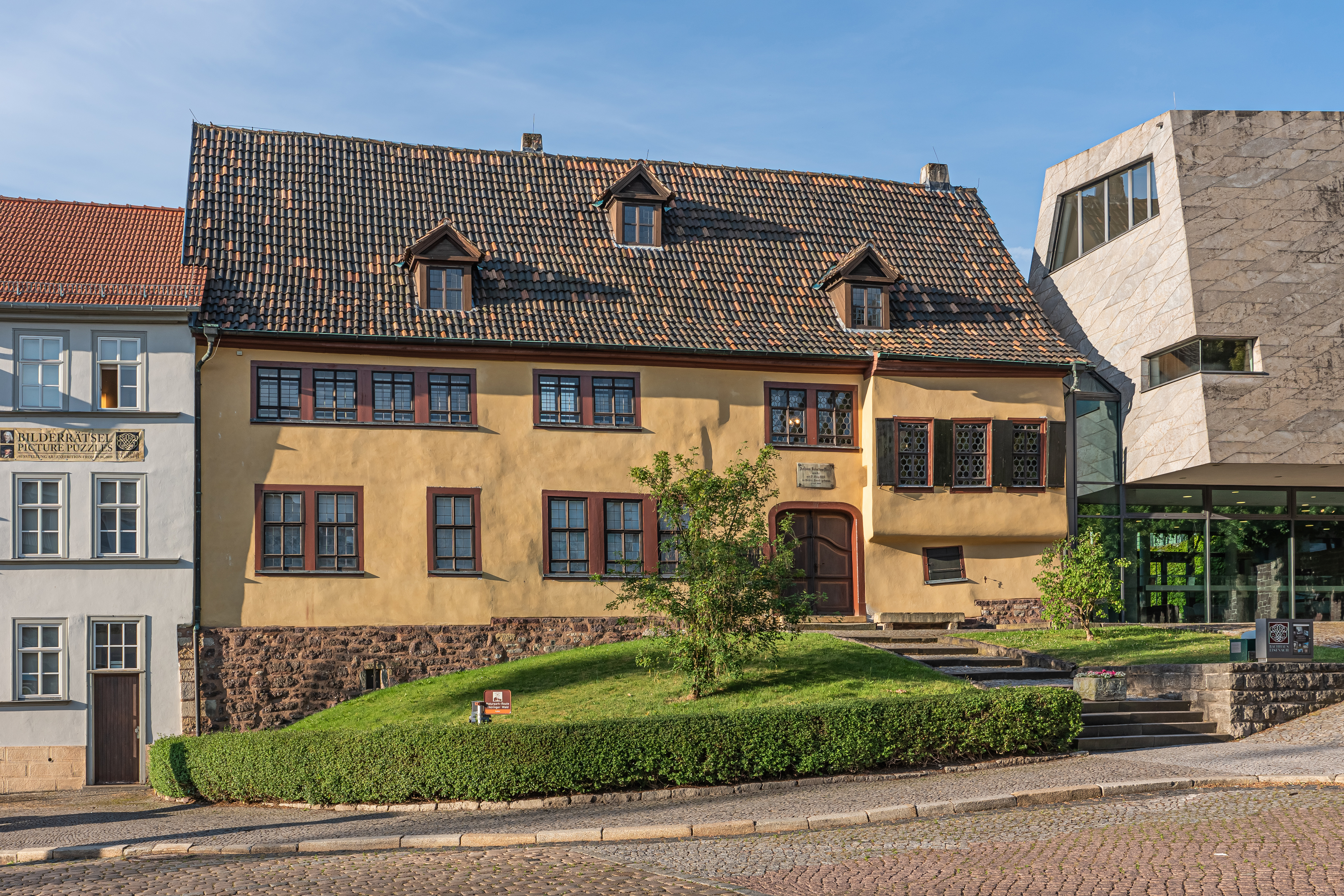
Dom w Eisenach, w którym urodził się Jan Sebastian Bach. Nad wejściem umieszczono tablicę pamiątkową

Johann Sebastian Bach urodził się 21 marca 1685 w niemieckim mieście Eisenach. Był ósmym i ostatnim dzieckiem muzyka miejskiego w Eisenach, Johanna Ambrosiusa Bacha (1645–1695) i Marii Elisabeth Lämmerhirt (1644–1694). Pochodził z osiadłej w Turyngii i Saksonii rodziny luterańskiej o długich tradycjach muzycznych, sięgających XVI wieku. Do czasów Jana Sebastiana aż 45 potomków Hansa Bacha (ur. ok. 1520) zostało muzykami. Oprócz ojca zawodowo muzykowali wujowie. Byli organistami kościelnymi, muzykami nadwornymi i kompozytorami. Także synowie Jana Sebastiana byli twórcami muzyki.
Część badaczy kwestionuje niemieckie pochodzenie rodu Bachów, m.in. na podstawie faktu, iż przywędrowali oni do Niemiec w XV w. z Węgier, prawdopodobnie wskutek prześladowań religijnych, przed którymi szukali schronienia.
W latach 1692–1695 Jan Sebastian uczęszczał do szkoły łacińskiej przy kościele św. Jerzego (w tej samej szkole 200 lat wcześniej uczył się Marcin Luter). Ojciec uczył młodego Bacha gry na skrzypcach oraz klawesynie, podczas gdy jego stryj – Johann Christoph, organista w Georgenkirche w Eisenach – udzielał Janowi Sebastianowi lekcji gry na organach. Bach był bardzo zdolnym uczniem i w krótkim czasie opanował sztukę gry na tych instrumentach.
Matka Bacha zmarła w 1694 roku, a dziewięć miesięcy później, zmarł także jego ojciec. Osierocony Jan Sebastian nie miał jeszcze 10 lat, gdy opiekę nad nim oraz jego bratem Johannem Jakobem, przejął najstarszy brat Johann Christoph (1671–1721), organista w St. Michaeliskirche w niedalekim Ohrdruf.

### Ohrdruf
Jan Sebastian uczęszczał do miejscowego liceum, które dało mu solidne podstawy wykształcenia humanistycznego. W domu brata chłopiec uczył się gry na różnych instrumentach, przepisywał też kompozycje ówczesnych mistrzów, podobno także przy świetle księżyca. Kiedy w tamtejszym kościele montowano nowe organy, starszy brat pozwalał młodemu Bachowi przyglądać się. Praktyczna wiedza o budowie organów przydała się później w grze. Jan Sebastian był przede wszystkim organistą, w późniejszych latach grał też na klawesynie, klawikordzie oraz na skrzypcach, altówce, być może także na lutni. W czasach jego młodości fortepian jeszcze praktycznie nie istniał.
Wybitny talent Jana Sebastiana, edukowanego muzycznie pod okiem brata, został zauważony przez kantora liceum, który przekonał Johanna Christopha, by wysłać chłopca na dalszą naukę do Lüneburga w odległej Dolnej Saksonii.

### Lüneburg
W 1700 roku, po opuszczeniu domu brata, 15-letni, usamodzielniony już Jan Sebastian przybył do Lüneburga, gdzie przyjęto go jako sopranistę w chórze dla ubogich chłopców tamtejszego kościoła św. Michała. Był to ważny moment w życiu kompozytora, gdyż od tej chwili stał się on samodzielny. Uczęszczanie do szkoły godził z zarobkowaniem jako chórzysta. Za śpiewanie podczas nabożeństw otrzymywał bezpłatne mieszkanie i utrzymanie, dorabiał też sobie podczas ślubów czy pogrzebów.
Wkrótce chłopiec przeszedł mutację głosu, co uniemożliwiło śpiewanie w chórze, lecz pozwolono mu zostać, jako że był utalentowanym muzykiem. Miał dostęp do biblioteki kościoła. Został skrzypkiem i altowiolistą w przykościelnej orkiestrze, sporadycznie udzielał się jako klawesynista i organista, czyniąc wielkie postępy w grze. Prawdopodobnie został także kierownikiem chóru, co może wskazywać na ogromne postępy, jakie poczynił. Zajęcie to pozwoliło Bachowi gruntownie zapoznać się z praktyką muzyki wokalnej. Żywo interesował się muzyką, na miejscu słuchał gry organowej Georga Böhma, za jego namową podróżował do Hamburga, by poznać kunszt wykonawczy wielkich współczesnych organistów, m.in. Johanna Adama Reinckena.
Dojrzewanie artystyczne wzbogacił również kontaktem ze świecką muzyką koncertową, głównie francuską. Poznał ją na przesiąkniętym kulturą francuską dworze książęcym Jerzego Wilhelma w pobliskim Celle. W rezydencji wzorowanej na pałacu wersalskim organizowano wieczory muzyczne, utrzymywano kapelę dworską, a nawet mały zespół operowy.
Bach skomponował też w Lüneburgu swe pierwsze utwory organowe. Słychać w nich wpływy Böhma (oddziaływanie kościelnego organisty jest zauważalne także w znacznie późniejszych dziełach).

### Weimar i Arnstadt
Po skończeniu w 1703 roku nauk gimnazjalnych w Lüneburgu (w wieku 18 lat, wcześnie jak na tamte czasy), Bach nie zdecydował się na kontynuację nauki. Odpowiednio przygotowany, i już w dużym stopniu ukształtowany artystycznie, wybrał zawód muzyka. Najął się do kapeli dworskiej księcia Jana Ernesta III w Weimarze. Niedługo pozostawał na tym stanowisku, kilka miesięcy później został drugim organistą w Arnstadt oraz opiekunem chóru uczniowskiego, przenosząc się z powrotem na południe. Konsystorz nie był zadowolony z jego pracy, przełożeni krytykowali organistę za niezrozumiałe, rozbudowane improwizacje podczas nabożeństw. W oficjalnym protokole wytknięto muzykowi, że jego granie jest przydługie (etwas gar zu lang). Zarzucano też Bachowi zaniedbania w pracy z chórem. Praca z uczniami istotnie była przyczyną wielu napięć: młodzieży brakowało dyscypliny, czasem zachowywała się ordynarnie. Doszło nawet do tego, że Bach został napadnięty w ciemnej uliczce przez agresywnego ucznia i musiał bronić się sztyletem.
Bezpośrednią przyczyną rezygnacji z zatrudnienia był jednak konflikt, do którego doszło po wyprawie kompozytora do Lubeki w celu usłyszenia gry organowej Dietricha Buxtehudego. Wyprawa ta obrosła wśród biografów kompozytora w legendę: część z nich utrzymuje, że dotarł tam pieszo. Samowolne przedłużenie urlopu było nie do przyjęcia dla przełożonych. Czas Bacha w Arnstadt dobiegł końca.

### Mühlhausen/Thüringen
Nową pracę znalazł Bach w niewielkim Mühlhausen/Thüringen, gdzie został organistą w kościele św. Błażeja (1707). Oprócz gry zaznaczył się zaprojektowaniem przebudowy tutejszych organów, co świadczy o posiadanych kompetencjach i autorytecie, jakim się cieszył w tak młodym wieku.
17 października 1707 roku w Dornheim koło Arnstadt 22-letni Bach poślubił swoją daleką kuzynkę, Marię Barbarę, córkę organisty. Miał z nią siedmioro dzieci, czworo z nich przeżyło do wieku dorosłego.
Po roku Bachowie wyjechali z Mühlhausen/Thüringen z powodu braku odpowiednich warunków do dalszej pracy dla Jana Sebastiana. W tym czasie w kołach duchowieństwa niemieckiego wybuchł spór zwolenników i przeciwników pietyzmu, nurtu religijnego, postulującego powrót do pierwotnych idei Kościoła. Bach nie potrafił lub może nie chciał zająć jednoznacznego stanowiska pomiędzy spierającymi się przełożonymi i to było jednym z powodów jego problemów, a w konsekwencji rezygnacji. Ponadto pietyści nie tolerowali efektownej muzyki religijnej, co dla kompozytora było zniechęcające. Inna przyczyna to kwestie finansowe, kolejna oferta okazała się bowiem korzystniejsza. Zanim doszło do przeprowadzki, w 1708 na zamówienie rady miejskiej napisał Bach kantatę Gott ist mein König (BWV 71), z powodzeniem następnie wykonaną. Z tego okresu pochodzą zdaniem części badaczy także niektóre z wczesnych, znanych dzieł, np. Toccata i fuga d-moll (BWV 565). Sporo skomponowanych wówczas utworów jednak zaginęło.

### Weimar

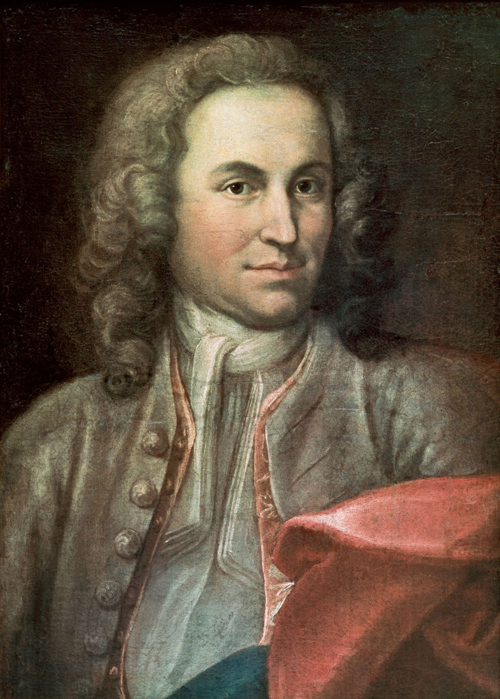
Młody Bach na portrecie Joachima Ernsta Rentscha

Już w kolejnym, 1708 roku, Jan Sebastian przeniósł się po raz drugi na dwór książęcy w Weimarze. Na dworze Wilhelma Ernesta pełnił funkcję organisty, grywał także na klawesynie. Miał możliwość gry oraz komponowania i wykonywania z zespołem książęcym bardziej zróżnicowanego repertuaru muzyki koncertowej. Warunki pracy były dobre, Bach cieszył się przychylnością władcy, otrzymując znacznie wyższe niż dotąd wynagrodzenie (co roku podwyższane). Jako muzyk dworski nosił przepisową liberię – w XVIII stuleciu była to powszechna praktyka.
W 1714 został mianowany przez księcia koncertmistrzem. Sprawowanie tej funkcji wiązało się m.in. z wykonywaniem w zamkowym kościele kantat, które Bach sam komponował. Powstawały one regularnie, co cztery tygodnie. Wśród tych okolicznościowych utworów były tak znaczące jak Actus tragicus (BWV 106), Aus der Tiefe rufe ich, Herr, zu dir (BWV 131) czy Christ lag in Todesbanden (BWV 4).
Okres weimarski był bardzo płodny dla Bacha. Powstało wówczas wiele znakomitych dzieł organowych, zarówno monumentalnych, wirtuozowskich, opartych na sztuce kontrapunktycznej, jak i drobniejszych, wywiedzionych z tradycji chorału luterańskiego. Przypuszczalnie wtedy kompozytor napisał Passacaglię i fugę c-moll (BWV 582). Rozpoczął też pracę nad Orgelbüchlein, mającym służyć jego synowi, Wilhelmowi Friedemannowi. Ta „książeczka” zawiera tradycyjne luterańskie hymny kościelne, ułożone w sposób łatwy do nauki dla adeptów gry na organach. Dzieło jest wprawdzie niekompletne, ale i tak ukazuje, jak ważnym źródłem inspiracji był dla Bacha chorał protestancki. Świadczy też o nieprzeciętnych zdolnościach pedagogicznych. Niewiele było okresów w życiu kompozytora, kiedy nie miałby jakiegoś ucznia. W domu Bachów często pojawiali się studenci, wśród nich takie osobistości XVIII w., jak Johann Friedrich Agricola.
W 1718 odwiedził Drezno, aby zapoznać się z ożywionym życiem muzycznym na dworze Augusta II. Na elektorskim dworze działał m.in. znany organista Christian Petzold, czeski kompozytor Jan Dismas Zelenka, przebywał tam też zespół operowy z Wenecji pod dyrekcją Antonia Lottiego.
W Weimarze przyszli na świat najwybitniejsi synowie Jana Sebastiana: Wilhelm Friedemann (ur. 1710) i Carl Philipp Emanuel (ur. 1714).
Pod koniec 1717 roku rodzina Bachów opuściła Weimar. Powodem było niepowodzenie kompozytora w staraniach o funkcję nadwornego kompozytora. Jan Sebastian przegrał rywalizację z innym wybitnym twórcą epoki baroku, Georgiem Philippem Telemannem. Dał upust swemu rozgoryczeniu, składając na ręce księcia wymówienie. Rozzłoszczony postawą poddanego Wilhelm Ernest zamknął Bacha prawie na miesiąc w więzieniu, po czym pozwolił mu wyjechać.

### Köthen
Bach rozpoczął poszukiwanie nowego zatrudnienia. Tak trafił na kolejny dwór, tym razem księcia Leopolda z Köthen. Tutaj z miejsca został mianowany kapelmistrzem. Młody i dobrze wykształcony władca utrzymywał niemałą, 18-osobową kapelę dworską, wśród której było kilku znakomitych muzyków. Sam posiadając wykształcenie muzyczne, doceniał talent Bacha, sowicie wynagradzał swego poddanego i dawał mu znaczną swobodę twórczą oraz wykonawczą. Był jednak kalwinistą i mniej zależało mu na skomplikowanych, żarliwych dziełach kościelnych. Wskutek tego większość dzieł powstałych w tym czasie ma charakter świecki. Bach komponował liczne dzieła instrumentalne, między innymi Koncerty brandenburskie (BWV 1046–1051), suity francuskie i angielskie, Suity na wiolonczelę solo, Sonaty i partity na skrzypce solo, sonaty na flet i klawesyn oraz na skrzypce i klawesyn, pierwsze koncerty skrzypcowe oraz pierwszy tom dzieła Das Wohltemperierte Klavier (BWV 846–893).
Pierwsze lata w Köthen to czas stabilizacji, dostatku i spokoju w życiu kompozytora. Przerwała go śmierć żony, Marii Barbary, która zmarła nagle 7 lipca 1720, gdy Bach wraz z księciem Leopoldem przebywał w podróży. Najstarsza córka Bachów, Katarzyna Dorota, miała w chwili śmierci matki 12 lat. Jan Sebastian, z trudem godzący obowiązki zawodowe z domowymi oraz z wymagającą skupienia pracą twórczą, potrzebował więc żony, by zapewnić dzieciom opiekę. Wkrótce poznał młodą sopranistkę, Annę Magdalenę Wilcke, córkę trębacza dworskiego. Do małżeństwa doszło już w 1721 (3 grudnia). Mimo różnicy wieku (17 lat), para stworzyła udane małżeństwo, które doczekało się trzynaściorga dzieci (wszystkich dzieci miał Bach dwadzieścioro, dziesięcioro z nich nie dożyło pełnoletniości). Anna wspierała Jana Sebastiana w jego zajęciach kompozytorskich, pomagała mężowi w przepisywaniu nut, a Jan Sebastian zachęcał żonę do śpiewania.
Według biografów Bach prawdopodobnie traktował Köthen jako etap przejściowy. Odbiorcy jego sztuki byli tu bardzo nieliczni – była to w istocie garstka ludzi. Pragnął znaczniejszego odzewu, większego uznania. Inną motywacją mogło być oderwanie od kościoła luterańskiego. Uprzyjemnianie życia rozkochanemu w muzyce księciu miało być dla Jana Sebastiana niewystarczające. Myślał o opuszczeniu prowincjonalnego Köthen także z braku możliwości dobrego wykształcenia dzieci. Jeszcze w 1720 podjął starania o prestiżowe stanowisko organisty w kościele św. Jakuba w Hamburgu. Przegrał jednak z rywalem, który wpłacił do kasy kościelnej kwotę 4 tysięcy marek – dla Bacha nieosiągalną. Przyjaciele kompozytora publicznie piętnowali decyzję władz, ale nie miało to na nią wpływu.
Dwa lata później nadarzyła się inna sposobność: w 1722 roku zmarł Johann Kuhnau, organista kościoła św. Tomasza w Lipsku. 38-letni Bach stanął do konkursu i mimo początkowego faworyzowania przez władze Georga Philippa Telemanna otrzymał upragnione stanowisko.

### Lipsk
Jan Sebastian Bach był kantorem w kościele św. Tomasza od końca maja 1723 roku i funkcję tę sprawował do śmierci. Objęcie posady w Lipsku wymagało odwagi, gdyż wiązało się z obniżeniem pozycji w hierarchii społecznej: z kapelmistrza książęcego Bach stał się z powrotem kantorem miejskim. W pierwszych latach spotkało go kilka znaczących niepowodzeń, co wiązało się również z niełatwym charakterem artysty. Trudno mu było znaleźć oparcie zarówno w radzie miejskiej, jak i u władz kościelnych, a środowisko muzyczne także nie zawsze było mu przychylne. Już do końca życia prześladował Bacha brak wykształcenia uniwersyteckiego.
Nowa praca wymagała nie tylko nauczania śpiewu w szkole przykościelnej, ale też systematycznego dostarczania i wykonywania muzyki w czasie nabożeństw w dwóch głównych kościołów Lipska. Do obowiązków kantora należało m.in. dostarczenie na każdą niedzielę roku kościelnego nowej kantaty o treści nawiązującej do czytań biblijnych przeznaczonych na daną niedzielę. Ponieważ Bach był człowiekiem pobożnym, preferującym w swojej twórczości muzykę religijną, pisaną ku większej chwale Bożej, podjął się systematycznego komponowania na każdy tydzień nowej kantaty. Praca zaowocowała powstaniem wielu znakomitych utworów, z których przeważająca część zachowała się do dziś. Większość kantat zawiera fragmenty czytań biblijnych (znajdowały się w nich również odgrywające znaczną rolę motywy pozabiblijne oraz chorały protestanckie).
Kantaty były wykonywane podczas nabożeństw w każdą niedzielę przez chór alumnów (około szesnastu śpiewaków) pod kierunkiem samego autora. Prawdopodobnie już na początku pobytu w Lipsku Bach zaprezentował swe dwa wielkie dzieła – Pasję według św. Mateusza oraz Magnificat D-dur.
Istnieje niejasność, kto w pierwszych latach pobytu Bacha w Lipsku pisał libretta jego utworów. Niemniej w 1724 Bach poszukiwał osoby, która wesprze go, pisząc libretta, i prawdopodobnie wtedy poznał była Christianę Marianę von Ziegler, poetkę i pisarkę. Napisała tekst do 9 kantat, które Bach skomponował po Wielkanocy 1725. John Eliot Gardiner sugerował, że Bach wykorzystał prace Ziegler, by po poprawkach publikować jako własne. Wiemy też, że Bach użył słów poetki i zaadaptował do nich wcześniej skomponowaną muzykę (np. Er rufet seinen Schafen mit Namen).
W 1729 Bach został dyrektorem Collegium Musicum, założonego na lipskim uniwersytecie przez Georga Philippa Telemanna. Stanowisko to miało charakter wyłącznie prestiżowy, było potwierdzeniem lokalnego statusu kompozytora. Podczas cotygodniowych koncertów, z którymi wiązała się nowa funkcja, Jan Sebastian prezentował własne kompozycje, głównie instrumentalne (część z nich zaginęła). Stowarzyszenie z biegiem lat straciło na znaczeniu i Bach zrzekł się kierownictwa, nie wiadomo jednak dokładnie kiedy to nastąpiło.
W 1733 Bach rozpoczął starania o tytuł nadwornego kompozytora Augusta III Sasa, króla Polski i elektora Saksonii. Zadedykował królowi Kyrie i Gloria, dwie pierwsze części z Mszy h-moll (BWV 232), a następnie kilka kantat, m.in. na koronację w Krakowie.
Wątpliwe, czy senny i leniwy umysł króla, najnędzniejszej chyba kreatury na tronie polskim, zdołał choćby w przybliżeniu ocenić wartość ofiarowanych mu przez kompozytora darów – pisał po latach znawca twórczości Bacha, Jarosław Iwaszkiewicz. Długotrwałe starania zakończyły się jednak powodzeniem. W 1736 r. Bach otrzymał funkcje kapelmistrza kapeli drezdeńskiej jako królewsko-polski i elektorsko-saski kapelmistrz dworski i królewsko-polskiego i elektorsko-saskiego kompozytora dworskiego, pozostając jednak w Lipsku. W 1741 napisał Wariacje Goldbergowskie, skomponowane specjalnie dla hrabiego Hermana Karla von Keyserlinga, niemieckiego dyplomaty w służbie rosyjskiej, podówczas posła nadzwyczajnego Rosji w Polsce i miłośnika muzyki, ponoć po to, aby zaradzić jego bezsenności.
W 1747 przybył na poczdamski dwór Fryderyka II Wielkiego. W spotkaniu z królem Prus pomógł fakt, że syn Bacha, Carl Philipp Emanuel, był w Poczdamie nadwornym klawesynistą. W salonach pałacu Sanssouci młody Fryderyk II, poeta, filozof i muzyk, wielki adorator kunsztu muzycznego, zagrał temat na flecie, na podstawie którego Bach miał zaimprowizować fugę. Jan Sebastian przygotował wieloczęściowy utwór, który zadedykował królowi pod nazwą Musikalisches Opfer (Ofiara muzyczna, BWV 1079). Kompozycja składa się z fug, kanonów i triosonaty, opartych na temacie królewskim.
Pod koniec życia Bach ukończył pracę nad Mszą h-moll, zwaną Wielką, która obok nowych części, skomponowanych w Lipsku, zawierała fragmenty pochodzące z dzieł skomponowanych wcześniej. Wielka msza h-moll, uznawana za jedno z największych arcydzieł muzyki chóralnej, nigdy nie została wykonana za życia autora.

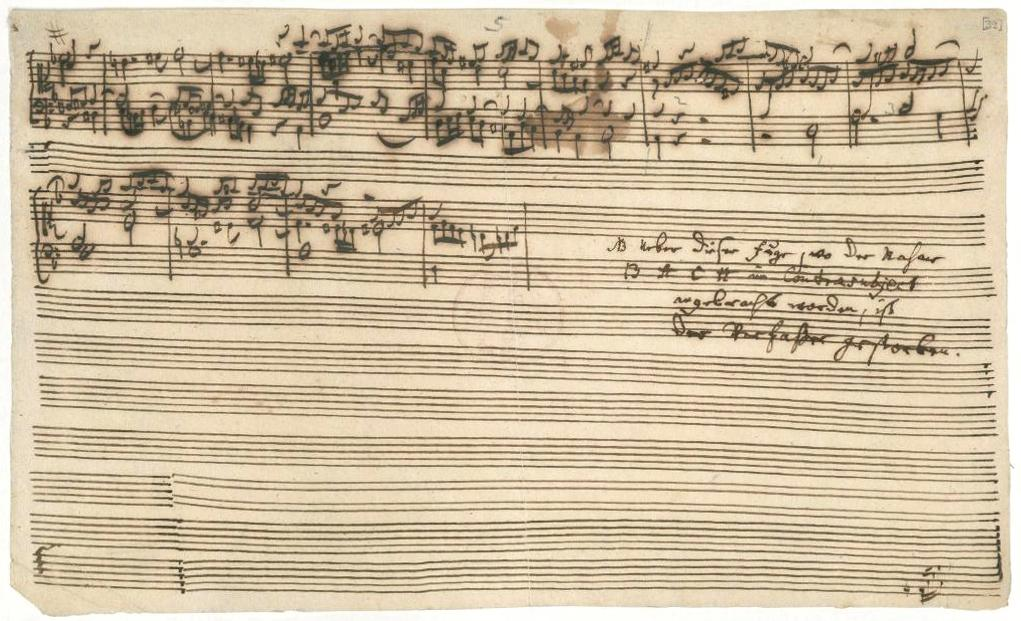
Ostatnia strona „Kunst der Fuge”

Niedokończone dzieło Kunst der Fuge (Sztuka fugi, BWV 1080), powstawało w czasie kilku ostatnich miesięcy przed śmiercią Bacha. Składa się z osiemnastu skomplikowanych fug i kanonów, utworzonych na bazie prostych tematów. Ostatnia, niedokończona fuga potrójna, kończy się niespodziewanie po wprowadzeniu trzeciego tematu, bazującego na literach jego nazwiska (B-A-C-H). Dzieło to jest przez wielu uważane za szczytowe osiągnięcie techniki polifonicznej.
W Lipsku artysta przyjaźnił się z poetą Christianem Friedrichem Henricim, zwanym Picanderem, który pisał libretta do wielu jego utworów. Bach z żoną gościli w swoim domu wielu muzyków niemieckich, między innymi Telemanna, który był jednym z ojców chrzestnych Carla Philippa Emanuela. Pobożność Bacha nie kolidowała z rubasznym humorem, z którego był znany. Kompozytor uwielbiał zabawy, lubił wino.
W 1749 Bachowi pogorszył się wzrok. Zaćma w krótkim czasie spowodowała całkowitą ślepotę. Operacja angielskiego okulisty o wątpliwych kwalifikacjach przyniosła chwilową poprawę, jednak już kilka dni później potrzebna była kolejna interwencja chirurgiczna. W ranę wdała się infekcja, po czym w kilka miesięcy zdrowie kompozytora zupełnie się załamało. Śmierć nastąpiła w 1750 w wyniku wylewu krwi do mózgu, który spowodował niemal całkowity paraliż. Jan Sebastian Bach został pochowany w prezbiterium kościoła św. Tomasza.
Po śmierci został zapomniany. Gdy w 1818 wielbiciele muzyki Bacha chcieli postawić pomnik na jego grobie, nie potrafiono dokładnie określić miejsca pochówku. W 1894, w trakcie likwidacji cmentarza, podjęto poszukiwania grobu kompozytora. Znalezione szczątki zostały poddane pomiarom anatomicznym (wynikało z nich m.in., że Bach miał 168 cm wzrostu), po czym złożono je w krypcie kościoła św. Jana. Podczas II wojny światowej kościół uległ zniszczeniu, a prochy Bacha wróciły do kościoła Św. Tomasza. Umieszczono je w kościelnej krypcie i tam znajdują się do dziś, w nagrobku opatrzonym miedzianą płytą. W 1908 obok kościoła ustawiono pomnik autorstwa Carla Seffnera (patrz zdjęcie).
Jedyny zachowany autentyczny portret Bacha wyszedł spod pędzla Eliasa Gottloba Haussmanna, cztery lata przed śmiercią kompozytora. W 2008 szkocka uczona Caroline Wilkinson na podstawie czaszki artysty dokonała przy pomocy technik komputerowych rekonstrukcji jego twarzy.

## Dzieci Bacha
Synowie Jana Sebastiana, Wilhelm Friedemann (1710–1784), Johann Gottfried Bernhard (1715–1739), Johann Christoph Friedrich (1732–1795), Johann Christian (1735–1782) i Carl Philipp Emanuel (1714–1788) zostali znanymi muzykami. Johann Christian Bach miał duży wpływ na wczesne dzieła Wolfganga Amadeusa Mozarta. Carl Philipp Emanuel Bach – kompozytor sonat, symfonii, kantat, pasji i 45 samych koncertów fortepianowych – wpłynął na XVIII-wieczną muzykę niemiecką wczesnego klasycyzmu (aż po Haydna, Mozarta i Beethovena).
Również córki Jana Sebastiana zajmowały się muzykowaniem. Mimo że kariera artystyczna kobiet w XVIII wieku napotykała na wiele barier, najprawdopodobniej wszystkie córki Bacha śpiewały, niewykluczone również, że grały w zespołach ojca. Elisabeth Juliana Friederica (1726–1781), jedyna, która wyszła za mąż, wybrała na męża ucznia ojca, Johanna Christopha Altnikola (1720–1759).
Wiele dzieł Bacha zachowało się właśnie dzięki dzieciom. Carl Philipp Emanuel nazywał te zachowane utwory „Archiwum Starego Bacha”.

## Odbiór muzyki i wpływ na nią
Po śmierci Bacha jego muzykę niemalże zignorowano – już za życia określało się jego utwory jako przestarzałe. Żadne z jego dzieł nie znalazło się w zbiorach biblioteki w Kothen. W obiegu pozostawały głównie kompozycje dydaktyczne (np. Sonaty organowe). Współcześni mu stwierdzili, iż „styl Bacha jest harmonijny i pełen wyrazu, ale niemelodyjny i pozbawiony wdzięku”. Jego synowie określili to bardziej radykalnie – nazwali Bacha „starą peruką”, i mieli „dosyć tej jego matematyki”. Jedynie najstarszy z nich szanował dorobek ojca, i dbał o jego przechowanie.

## Twórczość
Jan Sebastian Bach jest autorem ponad 1000 znanych utworów, skatalogowanych w XX w. przez Wolfganga Schmiedera (katalog Bach-Werke-Verzeichnis, w skrócie BWV). Wiele kompozycji zaginęło, w tym co najmniej kilkadziesiąt kantat (zachowane roczniki są niekompletne), prawdopodobnie także dwie z czterech pasji, opartych na ewangeliach Nowego Testamentu.
Bach sięgał po wszystkie współczesne sobie gatunki muzyczne, poza operą. Pisał utwory na organy i klawesyn, komponował fugi, muzykę chóralną oraz kameralną. Był mistrzem muzyki polifonicznej – doprowadził do doskonałości barokową formę fugi (Das Wohltemperierte Klavier, Kunst der Fuge). W sposób mistrzowski posługiwał się kontrapunktem.
Styl muzyczny kompozytora pod koniec jego życia uważany był za anachroniczny, a dzieła uważane za mało wartościowe. Po śmierci Bach został zapomniany, jego nazwisko przyćmiła kariera syna, Carla Philippa Emanuela. Jan Sebastian Bach został ponownie „odkryty” przez Feliksa Mendelssohna-Bartholdy’ego, który w 1829 zaprezentował wykonanie Pasji według Św. Mateusza w Berlinie.
Trzy utwory Bacha zostały nagrane na pozłacanym dysku Voyager Golden Record, umieszczonym na dwóch sondach programu Voyager wystrzelonych w przestrzeń kosmiczną w 1977.

### Inspiracje

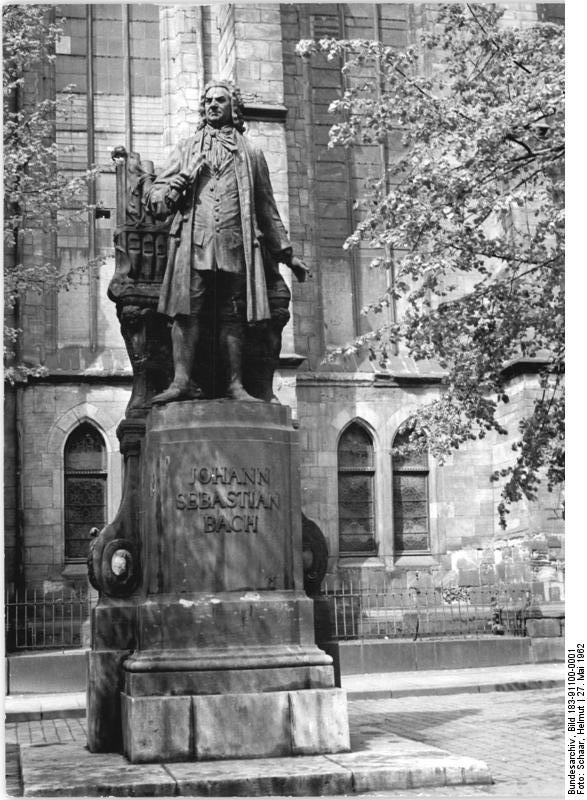
Pomnik Bacha przed kościołem św. Tomasza w Lipsku

Współcześni bacholodzy wyróżniają cztery podstawowe źródła inspiracji kompozytora. Są to:
1. Śpiew kościoła protestanckiego (luterańskiego), czyli chorał – źródło niewątpliwie najważniejsze;
2. Tradycje niemieckich szkół organowych XVII w., szkoły północnej (Dietrich Buxtehude), szkoły południowej (Johann Pachelbel), a także twórczość Jana Pieterszoona Sweelincka;
3. Francuska muzyka klawiszowa XVII w. (organiści, Jean-Henri d’Anglebert i inni), później także muzyka klawesynowa François Couperina;
4. Włoska muzyka instrumentalna (concerti grossi) i wokalno-instrumentalna (opera, kantata, aria)[16].

W początkach XVIII w. na dworach książąt niemieckich rozbrzmiewała muzyka instrumentalna, czasem operowa, najczęściej włoska. Bach miał niejednokrotnie okazję poznać utwory Antonia Vivaldiego, Arcangela Corellego czy Tomasa Albinoniego. W katalogu jego dzieł zostały dowody tego zainteresowania w postaci opracowań cudzych utworów lub po prostu zapożyczeń tematów bądź motywów (w czasach Bacha takie zapożyczenia były normalną praktyką). Spośród siedemnastu transkrypcji koncertów klawesynowych aż sześć pochodzi z repertuaru Vivaldiego, dokonywał też Bach licznych opracowań na organy.

### Kompozycje organowe
Bach uczył się gry na organach w młodości, w późniejszych latach osiągając poziom wirtuozowski. Niektórzy badacze podkreślają znaczenie przywiązania kompozytora do tego instrumentu dla całej twórczości:
Brzmienie organowe znamionuje całą muzykę Bacha i nadaje jej właściwy charakter. Nawet kompozycje wokalne i kompozycje skrzypcowe, tak odległe od barw organowego dźwięku, mają u Bacha charakter organowy.
Preludium i fuga D-dur (BWV 532), Toccata C-dur (BWV 564) oraz Passacaglia i fuga c-moll (BWV 582) to utwory napisane mniej więcej w tym samym czasie co Toccata i fuga d-moll (BWV 565). Pierwszy z wymienionych utworów jest żywiołowy i radosny, z kolei Passacaglia, zbudowana na prostym temacie, powtórzonym w dwudziestu wariacjach, w kulminacji zwieńczona jest fugą. Mimo pewnej statyczności formalnej jest to utwór o głębokim ładunku dramatycznym.
Wielu badaczy, wśród nich Albert Schweitzer, zajmowało się zagadnieniem Bachowskiego malarstwa dźwiękowego, muzycznej opisowości, ilustracyjności. Za pomocą muzyki kompozytor stworzył np. w swoich utworach wiele opisów przyrody:
„Chciałem na najpotężniejszym instrumencie – na organach, przedstawiać wydarzenia w przyrodzie: np. uderzenie pioruna, trzęsienie ziemi, walące się mury itp.” – pisał w jednym z listów.

### Kantaty

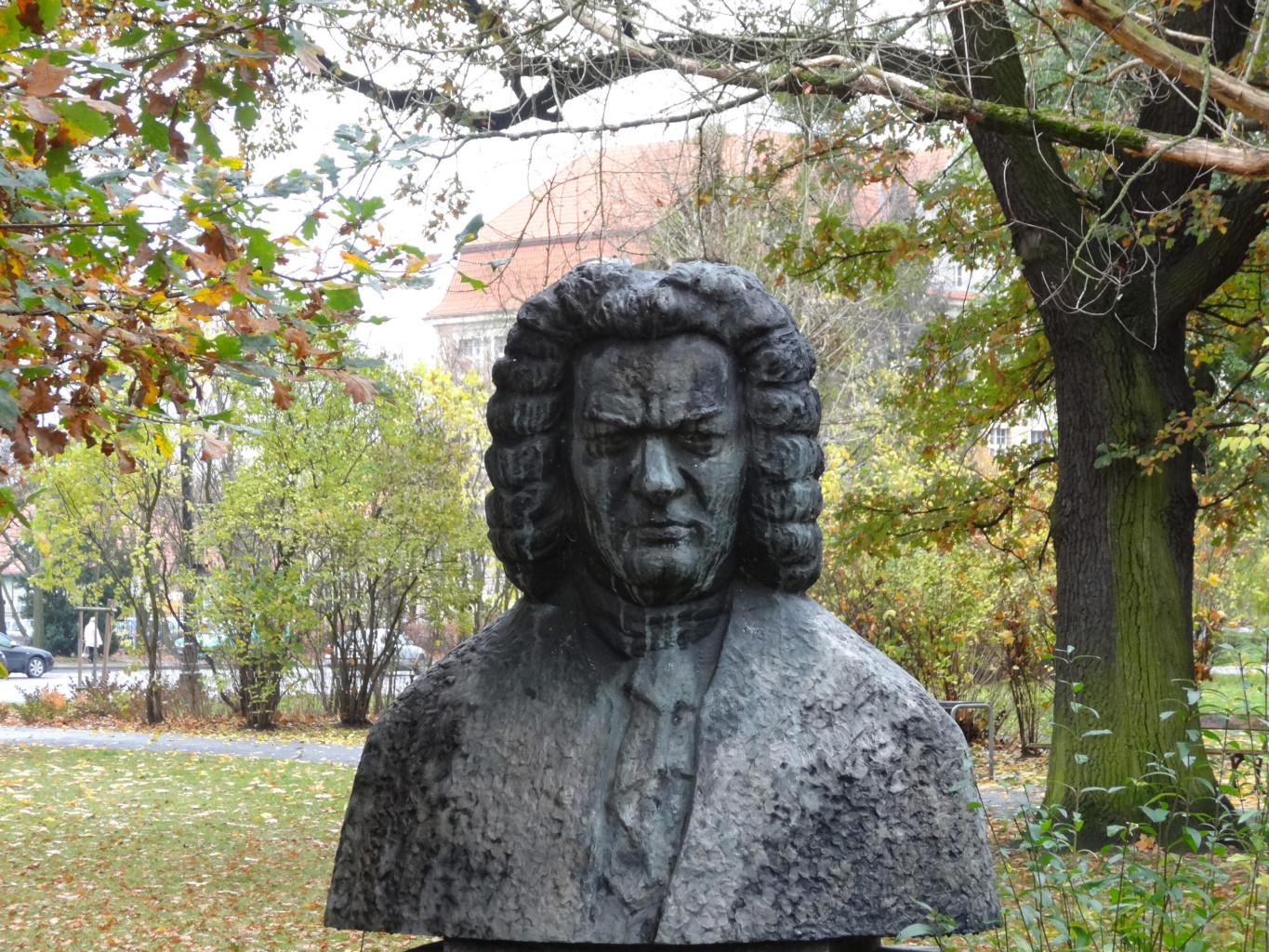
Popiersie J.S. Bacha w Bydgoszczy (w parku Jana Kochanowskiego, jako jeden z posągów galerii pomników kompozytorów i wirtuozów)

Nowy typ kantaty protestanckiej, którego najdoskonalszą realizację stworzył Jan Sebastian Bach, ukształtował się w Niemczech pod wpływem opery. Stało się tak m.in. dzięki temu, że nowe teksty wymuszały konieczność podziału utworów na arie i recytatywy.
Kantata  Gottes Zeit ist die allerbeste Zeit, zwana Actus Tragicus (BWV 106) ma formę tradycyjną, pozbawiona jest recytatywów i wyraźnych arii. Badacze przyporządkowali ten utwór do wczesnego okresu życia kompozytora właśnie na podstawie jego budowy – zbliżonej do dawniejszych kantat. Tekst nie ma formy poetyckiej, posiłkuje się fragmentami biblijnymi. Nie wiadomo również, dla kogo młody Bach napisał ten przejmujący utwór.
Twórczość kantatową najliczniej reprezentuje jednak okres lipski. Z 1730 pochodzi Jauchzet Gott in allen Landen (BWV 51) ze „skowronkowymi” ariami, będącymi nie lada wyzwaniem dla sopranistek. Z kolei skomponowana na wybór lipskiej Rady Miejskiej w 1731 Wir danken dir, Gott, wir danken dir (BWV 29), jest przykładem wykorzystania organów w formie kantatowej. Szczególnie cenioną w całym dorobku Bachowskim jest kantata Lass Fürstin, lass noch einen Strahl, zwana Odą żałobną (Trauerode, BWV 198). Utwór został napisany na pogrzeb tytularnej królowej Polski, elektorowej Saksonii Krystyny Eberhardyny, żony Augusta II Mocnego. Muzyka Bacha oddaje nastrój żałobny, począwszy od uroczystego tytułowego chóru, poprzez recytatyw altowy Der Glocken bebendes Getön, w którym instrumenty imitują bicie dzwonów, po chór końcowy Doch, Königin!.
Część kantat świeckich Bacha została napisana specjalnie z myślą o wykonaniu w Collegium Musicum. Przykładem żartobliwa Kantata o kawie (BWV 211) czy taneczna, ludowa Kantata chłopska (BWV 212). Pozostałe mają charakter okolicznościowy, wykonywane były podczas uczty weselnej – jak Weichet nur, betrübte Schatten (BWV 202) czy O holder Tag (BWV 210). Inne komponował Bach przy okazji rozmaitych wydarzeń uniwersyteckich, a także na imieniny lub urodziny członków rodziny królewskiej, np. Lass uns Sorgen (BWV 213), napisana na urodziny księcia Friedricha Christiana w 1733.

### Oratoria i pasje
Na święta kościelne, takie jak Boże Narodzenie, Wielki Piątek czy Wielkanoc, Bach tworzył dzieła szczególnie uroczyste i doniosłe: oratoria i pasje. Znajdziemy wśród nich najgenialniejsze dzieła europejskiego baroku: Magnificat D-dur (BWV 243) na Boże Narodzenie, Oratorium Wielkanocne (1732–1735) i Bożonarodzeniowe (1734–1735), a zwłaszcza Pasję według św. Mateusza (BWV 244) przeznaczoną na Wielki Piątek. Sam kompozytor uważał Pasję Mateuszową za jedno z najważniejszych swych dokonań, jednak historia doceniła właściwie to potężne dzieło wiele lat po śmierci twórcy. Drugą z pasji Bacha, co do autorstwa których nie ma wątpliwości, jest Pasja według św. Jana (BWV 245) (1724).
Osobne miejsce z racji rozmiarów, bogactwa muzycznego i znaczenia w historii muzyki zajmuje Msza h-moll zwana Wielką (1733). Do utworów sakralnych należy też ogromny zbiór kantat kościelnych. Jest ich 200, choć wiadomo że było znacznie więcej – pozostałe zaginęły. Kompozycyjną podstawą kantat był dla Bacha chorał luterański.

### Kompozycje na orkiestrę
Na dorobek orkiestrowy składa się: 6 koncertów brandenburskich (1721), 4 suity na orkiestrę, koncerty na instrumenty klawiszowe i koncerty skrzypcowe.

### Kompozycje na instrumenty klawiszowe
Wśród najbardziej znanych dzieł na instrumenty klawiszowe jest zbiór 48 preludiów i fug zatytułowany Das Wohltemperierte Klavier (1722–1744). Niektóre z utworów, głównie powstałych w Lipsku, miały charakter introspekcyjny i abstrakcyjny. Do arcydzieł należą tu m.in. Klavier-Übung, składające się z czterech części: Sześciu partit na instrument klawiszowy, Koncertu włoskiego (BWV 971), Uwertury francuskiej i Wariacji Goldbergowskich (BWV 988).
Dwa dzieła stworzone pod koniec życia kompozytora, a ogłoszone już po jego śmierci, objaśniają reguły polifonicznej sztuki Bacha i demonstrują jej możliwości. Są to Musikalisches Opfer (1747) i Kunst der Fuge (Sztuka fugi, 1750).

## Bach w kulturze
Niemiecki muzykolog Paul Barz uczynił go bohaterem swojej sztuki Kolacja na cztery ręce (oryg. Mögliche Begegnung), w której kompozytor spotyka się w Lipsku w Hotelu Turyńskim z Georgiem Friedrichem Händlem. W rzeczywistości takie spotkanie nigdy nie miało miejsca.

## Kronika życia i twórczości
| Eisenach – Ohrdruf – Lüneburg           | Eisenach – Ohrdruf – Lüneburg                                                        | Eisenach – Ohrdruf – Lüneburg |
| --------------------------------------- | ------------------------------------------------------------------------------------ | --- |
| 1685                                    | 21 III                                                                               | narodziny w Eisenach |
| 1692–1695                               |                                                                                      | nauka w szkole łacińskiej w Eisenach |
| 1694                                    | 3 V                                                                                  | pogrzeb matki, Elisabeth Bach z d. Lämmerhirt |
| 1695                                    | 20 II                                                                                | pogrzeb ojca, Johanna Ambrosiusa Bacha |
| 1695–1700                               |                                                                                      | pobyt u najstarszego brata, Johanna Christopha w Ohrdruf, nauka w liceum |
| 1700–1702                               |                                                                                      | chórzysta Mettenchoru (małego zespołu wokalnego śpiewającego podczas nabożeństw porannych) w kościele św. Michała w Lüneburgu |
| 1702                                    |                                                                                      | zabiegi o stanowisko organisty w kościele św. Jakuba w Sangerhausen |
| Weimar – Arnstadt – Mühlhausen – Weimar |                                                                                      | |
| 1703                                    | III-IX                                                                               | muzyk orkiestry kameralnej na dworze księcia Saksonii-Weimar Wilhelma Ernesta |
| 1703                                    | VII                                                                                  | ekspertyza organów w kościele Nowym w Arnstadt |
| 1703                                    | 9 VIII                                                                               | powołanie na stanowisko organisty w kościele Nowym w Arnstadt |
| 1704                                    |                                                                                      | Capriccio В-dur sopra la lontananza del fratello dilettissimo |
| 1705                                    | X                                                                                    | podróż do Lubeki, kontakt z Dietrichem Buxtehudem |
| 1706                                    | 21 II, 11 XI                                                                         | przesłuchania w konsystorzu w Arnstadt w sprawie samowolnego przedłużenia pobytu w Lubece i niewypełniania obowiązków chórmistrza |
| 1707                                    | 15 VI                                                                                | objęcie stanowiska organisty w kościele św. Błażeja w Mühlhausen |
| 1707                                    | 17 X                                                                                 | ślub z Marią Barbarą Bach w Dornheim |
| 1708                                    | 4 II                                                                                 | wykonanie kantaty Gott ist mein König, napisanej z okazji wyboru rady miejskiej w Mühlhausen |
| 1708                                    | 21 II                                                                                | przedłożenie projektu przebudowy organów w kościele św. Błażeja radzie miejskiej w Mühlhausen |
| 1708                                    | 25 VI                                                                                | złożenie prośby o zwolnienie z pracy radzie miejskiej w Mühlhausen |
| 1708                                    | VII                                                                                  | objęcie stanowiska organisty i kameralisty (Kammermusicus) kapeli dworskiej księcia Wilhelma Ernesta w Weimarze |
| 1708                                    | 29 XII                                                                               | chrzciny pierworodnej córki, Cathariny Dorothei |
| 1709                                    | 30 X                                                                                 | wykonanie fantazji chorałowej Ein feste Burg BWV 720 z okazji poświęcenia nowych organów w Mühlhausen |
| 1710                                    | 22 XI                                                                                | narodziny syna Wilhelma Friedemanna |
| 1713                                    | 14 XII                                                                               | propozycja objęcia stanowiska organisty (po F.W. Zachowie) w kościele Panny Marii w Halle |
| 1714                                    | II                                                                                   | odmowa podjęcia pracy w Halle |
| 1714                                    | 2 III                                                                                | mianowanie koncertmistrzem dworu weimarskiego |
| 1714                                    | 8 III                                                                                | narodziny syna Carla Philippa Emanuela |
| 1715                                    | 11 V                                                                                 | narodziny syna Johanna Gottfrieda Bernharda |
| 1716                                    | 23 II                                                                                | wykonanie kantaty Was mir behagt, ist nur die muntre Jagd (tzw. Kantaty myśliwskiej) |
| 1716                                    | 28 IV – 2 V                                                                          | sprawdzenie nowych organów w kościele Panny Marii w Halle |
| 1716                                    | Passacaglia c-moll                                                                   | |
| 1716                                    | 31 VII                                                                               | ekspertyza nowych organów w Erfurcie |
| Köthen                                  |                                                                                      | |
| 1717                                    | 5 VIII                                                                               | objęcie stanowiska kapelmistrza i dyrektora muzyki kameralnej na dworze ks. Leopolda von Anhalt-Köthen |
| 1717                                    | IX                                                                                   | pobyt w Dreźnie, turniej organowy z J.L. Marchandem |
| 1717                                    | 6 XI – 2 XII                                                                         | uwięzienie przez ks. Wilhelma Ernsta (odwet za przeniesienie się Bacha do Köthen), zwolnienie z kapeli w Weimarze |
| 1717                                    | 17 XII                                                                               | wydanie opinii o organach w kościele św. Pawła w Lipsku |
| 1718                                    | V-VI                                                                                 | pobyt w Karlowych Warach z ks. Leopoldem von Anhalt-Köthen |
| 1719                                    | X                                                                                    | daremny wysiłek celem spotkania z Händlem w Halle |
| 1720                                    | 22 II                                                                                | rozpoczęcie pracy nad Klavierbüchlein für Wilhelm Friedemann |
| 1720                                    | V-VI                                                                                 | pobyt w Karlowych Warach z ks. Leopoldem |
| 1720                                    | 7 VII                                                                                | pogrzeb żony Marii Barbary |
| 1720                                    | XI                                                                                   | pobyt w Hamburgu, gdzie Bach gra na organach w kościele św. Katarzyny, zyskując uznanie sędziwego J.A. Reinckena |
| 1721                                    | 24 III                                                                               | dedykowanie Six concerts avec plusieurs instruments margrabiemu Christianowi Ludwigowi Brandenburskiemu |
| 1721                                    | 3 XII                                                                                | ślub z Anną Magdaleną Wilcken |
| 1722                                    |                                                                                      | Klavierbüchlein für Anna Magdalena Bach, z. 1 |
| 1722                                    | Das wohltemperierte Klavier, cl. I                                                   | |
| Lipsk                                   |                                                                                      | |
| 1723                                    | 7 II                                                                                 | w związku z zabiegami Bacha o stanowisko kantora (po śmierci J. Kuhnaua) przy kościele św. Tomasza w Lipsku wykonanie kantaty Jesus nahm zu sich die Zwölfe jako sprawdzianu jego umiejętności kompozytorskich                                               |
| 1723                                    | 13 IV                                                                                | zwolnienie ze służby na dworze książęcym w Köthen |
| 1723                                    | 22 IV                                                                                | wybór na kantora przy kościele św. Tomasza |
| 1723                                    | 5 V                                                                                  | podpisanie rewersu określającego obowiązki kantora |
| 1723                                    | 13 V                                                                                 | podpisanie tzw. formuły umowy (Konkordienformel) |
| 1723                                    | 22 V                                                                                 | osiedlenie się w Lipsku |
| 1723                                    | 30 V                                                                                 | pierwsze wystąpienie jako kantora w Lipsku, wykonanie kantaty Die Elenden sollen essen |
| 1723                                    | 1 VI                                                                                 | uroczyste wprowadzenie do szkoły św. Tomasza |
| 1723                                    | 2 XI                                                                                 | sprawdzenie i poświęcenie organów w Störmthal, wykonanie kantaty Höchsterwünschtes Freudenfest |
| 1724                                    | 25 VI                                                                                | sprawdzenie i poświęcenie organów w Gerze |
| 1724                                    | 26 VI                                                                                | narodziny syna Gottfrieda Heinricha |
| 1724                                    | Pasja według św. Jana, liczne kantaty kościelne                                      | |
| 1725                                    | 23 II                                                                                | wykonanie kantaty Entfliehet, verschwindet, entweichet, ihr Sorgen (tzw. Kantaty pasterskiej), skomponowanej z okazji urodzin ks. Christiana von Sachsen-Weissenfels                                                                                         |
| 1725                                    | 3 VIII                                                                               | wykonanie kantaty Zerreisset, zersprenget, zertrümmert die Gruft (Der zufriedengestellte Äolus), napisanej na imieniny prof. uniwersytetu w Lipsku F.A. Müllera                                                                                              |
| 1725                                    | 19–21 IX                                                                             | pobyt w Dreźnie, koncert organowy Bacha w kościele św. Zofii |
| 1725                                    | rozpoczęcie pracy nad 2. z. Klavierbüchlein für Anna Magdalena Bach                  | |
| 1726                                    | 5 IV                                                                                 | chrzciny córki Elisabethy Julianny Friederiki |
| 1726                                    | XI                                                                                   | pierwsze drukowane kompozycje (pojedyncze partity) |
| 1727                                    | 17 X                                                                                 | w kościele św. Pawła w Lipsku wykonanie kantaty Lass, Fürstin, lass noch einen Strahl (Trauerode), skomponowanej na uroczystości żałobne po śmierci Christiany Eberhardyny, żony Augusta II Mocnego                                                          |
| 1728                                    | 5 II                                                                                 | wykonanie kantaty Vergnügte Pleissenstadt (tzw. Kantaty weselnej) |
| 1728                                    | 10 X                                                                                 | chrzciny córki Reginy Johanny |
| 1729                                    | II                                                                                   | pobyt na dworze książęcym w Weissenfels |
| 1729                                    | 23–24 III                                                                            | uroczystości żałobne w Köthen z powodu śmierci ks. Leopolda, wykonanie kantaty Klagt, Kinder, klagt es aller Welt |
| 1729                                    | 15 IV                                                                                | wykonanie Pasji według św. Mateusza w kościele św. Tomasza w Lipsku |
| 1729                                    | VI                                                                                   | druga bezskuteczna próba spotkania się z Händlem w Halle |
| 1729                                    | 24 X                                                                                 | motet Der Geist hilft unser Schwachheit auf, napisany z powodu śmierci J.H. Ernestiego, rektora szkoły św. Tomasza Bach obejmuje kierownictwo Collegium musicum, założonego przez G.Ph. Telemanna                                                            |
| 1730                                    | 23 VIII                                                                              | pismo dziękczynne Bacha do rady miejskiej w Lipsku, zawierające opis aktualnej sytuacji muzyki oraz projekt reformy muzyki kościelnej |
| 1730                                    | 28 X                                                                                 | list (z elementami autobiograficznymi) do przyjaciela z lat młodości, G. Erdmanna, zamieszkałego w Gdańsku. Bach bezskutecznie zabiegał w nim m.in. o "złożenie wielce przychylnej rekomendacji" na stanowisko kapelmistrza gdańskiego kościoła Mariackiego. |
| 1731                                    | 14 IX                                                                                | koncert organowy w kościele św. Zofii w Dreźnie |
| 1731                                    | jako opus 1 ukazuje się drukiem (nakładem autora) I cz. Klavierübung                 | |
| 1732                                    | 21 VI                                                                                | narodziny syna Johanna Christopha Friedricha |
| 1732                                    | 21 IX                                                                                | podróż do Kassel w celu dokonania ekspertyzy organów |
| 1733                                    | 25 IV                                                                                | śmierć córki Reginy Johanny |
| 1733                                    | 27 VII                                                                               | przekazanie „Kyrie i Gloria” (późniejsze części Mszy h-moll) królowi Augustowi III w Dreźnie |
| 1733                                    | 5 IX                                                                                 | wykonanie kantaty Lasst uns sorgen, lasst uns wachen, napisanej na urodziny ks. Fryderyka Christiana Saskiego |
| 1733                                    | 8 XII                                                                                | wykonanie kantaty Tönet, ihr Pauken, skomponowanej na urodziny Marii Józefy, żony Augusta III |
| 1734                                    | 5 X                                                                                  | wykonanie kantaty Preise dein Glücke, gesegnetes Sachsen na rocznicę koronacji Augusta III |
| 1734                                    | 25 XII – 6 I                                                                         | wykonanie kolejnych części Weihnachtsoratorium |
| 1735                                    | pocz. roku                                                                           | wydanie II cz. Klavierübung |
| 1735                                    | VI                                                                                   | pobyt z synem Johannem Gottfriedem Bernhardem w Mühlhausen |
| 1735                                    | 5 IX                                                                                 | narodziny syna Johanna Christiana |
| 1736                                    | VIII                                                                                 | początek sporu z rektorem szkoły św. Tomasza, J.A. Ernestim |
| 1736                                    | 19 X                                                                                 | mianowanie nadwornym kompozytorem dworu saskiego |
| 1736                                    | 1 XII                                                                                | koncert na organach Silbermanna w kościele Panny Marii w Dreźnie |
| 1736                                    | G.Ch. Schemelli wydaje Musikalisches Gesangbuch z chorałami opracowanymi przez Bacha | |
| 1737                                    | 18 X                                                                                 | list do Augusta III o pomoc w sporze z rektorem Ernestim |
| 1737                                    | przerwanie pracy z Collegium musicum                                                 | |
| 1738                                    | 24 V                                                                                 | list do J.E. Klemma w związku z zadłużeniami Johanna Gottfrieda Bernharda |
| 1739                                    | 27 V                                                                                 | śmierć Johanna Gottfrieda Bernharda |
| 1739                                    | IX                                                                                   | ekspertyza organów w Altenburgu |
| 1739                                    | wydanie III cz. Klavierübung                                                         | |
| 1739                                    | ponowne objęcie kierownictwa Collegium musicum                                       | |
| 1741                                    | VIII                                                                                 | podróż do Berlina w celu odwiedzenia Carla Philippa Emanuela, nadwornego klawesynisty Fryderyka II |
| 1742                                    | 22 II                                                                                | chrzciny córki Reginy Susanny |
| 1742                                    | 30 VIII                                                                              | wykonanie kantaty Mer hahn en neue Oberkeet (tzw. Kantaty chłopskiej) |
| 1743                                    | XII                                                                                  | ekspertyza organów w kościele św. Jana w Lipsku |
| 1744                                    |                                                                                      | Das wohltemperierte Klavier, cz. II |
| 1746                                    | 24–28 IX                                                                             | sprawdzenie wraz z G. Silbermannem organów w kościele św. Wacława w Naumburgu |
| 1747                                    | 7 V                                                                                  | przyjazd do Poczdamu na zaproszenie Fryderyka II |
| 1747                                    | 8 V                                                                                  | koncert organowy w kościele garnizonowym w Poczdamie |
| 1747                                    | VI                                                                                   | przyjęcie na członka Societät der musicalischen Wissenschaften, założonego w Lipsku przez L.Ch. Mizlera |
| 1747                                    | IX                                                                                   | wydanie Musikalisches Opfer |
| 1748                                    | 24 VII                                                                               | Bach poleca swojego ucznia J.Ch. Altnikola na stanowisko organisty w kościele św. Wacława w Naumburgu |
| 1749                                    | I                                                                                    | ślub córki Elisabethy Julianny Friederiki z J.Ch. Altnikolem |
| 1749                                    | Kunst der Fuge                                                                       | |
| 1750                                    | III–IV                                                                               | dwukrotna operacja oczu |
| 1750                                    | 28 VII                                                                               | śmierć w Lipsku |

## Dzieła
- Pasja według św. Mateusza, BWV 244
- Pasja według św. Jana, BWV 245
- Wielka msza h-moll, BWV 232
- 200 kantat kościelnych, BWV 1–200, oraz kantaty świeckie, BWV 201–224
- Motety, BWV 225–231
- Magnificat, BWV 243
- Koncerty brandenburskie, BWV 1046–1051
- Musikalisches Opfer (Ofiara muzyczna), BWV 1079
- Das Wohltemperierte Klavier – dwutomowy zbiór preludiów i fug w każdej tonacji skali temperowanej na instrument klawiszowy, BWV 846–893
- Kunst der Fuge (Sztuka fugi) – zbiór fug, wszystkie oparte na jednym temacie muzycznym, BWV 1080
- Sonaty i partity na skrzypce solo, BWV 1001–1006
- 6 suit na wiolonczelę solo, BWV 1007–1012
- Wariacje Goldbergowskie, BWV 988
- Toccata i fuga d-moll, BWV 565
- Passacaglia i fuga c-moll, BWV 582
- Zbiór inwencji dwugłosowych, BWV 772–786
- Zbiór inwencji trzygłosowych zwanych sinfoniami, BWV 786–801
- Utwory na organy: preludia i fugi, toccaty i fugi, fantazje i fugi, tria, sonaty triowe, koncerty (organowe transkrypcje koncertów skrzypcowych innych kompozytorów, m.in. Antonia Vivaldiego), Passacaglia i Fuga c-moll (BWV 582) oraz organowe opracowania religijnych pieśni protestanckich (preludia, fantazje i przygrywki chorałowe)

## Posłuchaj
| (audio)                                                             | \| (info) \| \| Preludium i fuga Nr 20 a-moll ze zbioru Das Wohltemperierte Clavier \| \| (info) \| \| Koncert Klawesynowy Nr 1 d-moll, BWV 1052, cz. 1 \| \| (info) \| \| Koncert Klawesynowy Nr 1 d-moll, BWV 1052, cz. 2 \| \| (info) \| \| Koncert Klawesynowy Nr 1 d-moll, BWV 1052, cz. 3 \| \| (info) \| \| Partita, BWV 1013 \| \| Problem ze ściągnięciem pliku? Zobacz pomoc. \| |
| (info)                                                              | |
| Preludium i fuga Nr 20 a-moll ze zbioru Das Wohltemperierte Clavier | |
| (info)                                                              | |
| Koncert Klawesynowy Nr 1 d-moll, BWV 1052, cz. 1                    | |
| (info)                                                              | |
| Koncert Klawesynowy Nr 1 d-moll, BWV 1052, cz. 2                    | |
| (info)                                                              | |
| Koncert Klawesynowy Nr 1 d-moll, BWV 1052, cz. 3                    | |
| (info)                                                              | |
| Partita, BWV 1013                                                   | |
| Problem ze ściągnięciem pliku? Zobacz pomoc.                        | |

## Upamiętnienie J.S. Bacha w Polsce
- Od 1973 na terenie obecnej dzielnicy Mokotów w Warszawie znajduje się ulica imienia Jana Sebastiana Bacha[32].
- Pomnik J. S. Bacha (popiersie z brązu) autorstwa Witolda Marciniaka w Galerii pomników kompozytorów i wirtuozów w Bydgoszczy w Parku Jana Kochanowskiego w Dzielnicy Muzycznej.